# Northrop Grumman E-8 Joint STARS
Northrop Grumman E-8 Joint STARS (Joint Surveillance Target Attack Radar System) — самолёт боевого управления и целеуказания, созданный на базе планера пассажирского лайнера Boeing 707-300. Выведен из эксплуатации ВВС США в ноябре 2023 года. В его задачи входило отслеживание наземных транспортных средств и самолётов и передача тактических данных командующим наземными и воздушными театрами военных действий. До своего вывода из эксплуатации в 2023 году самолет эксплуатировался как действующими подразделениями ВВС США, так и подразделениями ВВС Национальной гвардии США, а в качестве дополнительного летного персонала использовались специально обученные военнослужащие Армии США.

## Разработка и производство
Совместная программа STARS (Surveillance Target Attack Radar System — Система наблюдения и радиолокационного обнаружения целей) возникла из отдельных программ Армии и Военно-воздушных сил США по разработке технологий целеуказания, обнаружения, отслеживания бронетехники противника на расстояниях далеко за пределами линии боестолкновения. В 1982 году программы были объединены, и ВВС США стали ведущим заказчиком программы. Концепция и сенсорная технология для E-8 были разработаны и испытаны на экспериментальном самолете Northrop Tacit Blue. Основной контракт на разработку основных систем  E-8A был заключен с корпорацией Grumman Aerospace в сентябре 1985 года.
В конце 2005 года компания Northrop Grumman получила контракт на модернизацию двигателей и других подсистем самолёта. Американская компания Pratt & Whitney, совместно с компанией Seven Q Seven (SQS), заключило контракт на производство и поставку двигателей JT8D-219 для E-8. Их более высокая эффективность позволила бы самолёту проводить больше времени в полёте, взлетать с большего количества взлетно-посадочных полос, быстрее набирать высоту, летать выше, и все это с гораздо меньшей стоимостью за час полета.
В декабре 2008 года в ходе испытаний самолет E-8C совершил первый полет с новыми двигателями. В 2009 году компания производитель начала замену двигателей и дополнительные работы по модернизации летательного аппарата. Финансирование модернизации было прекращено в 2009 году, поскольку командование ВВС начало рассматривать другие варианты использования концепции JSTARS.

## Конструкция

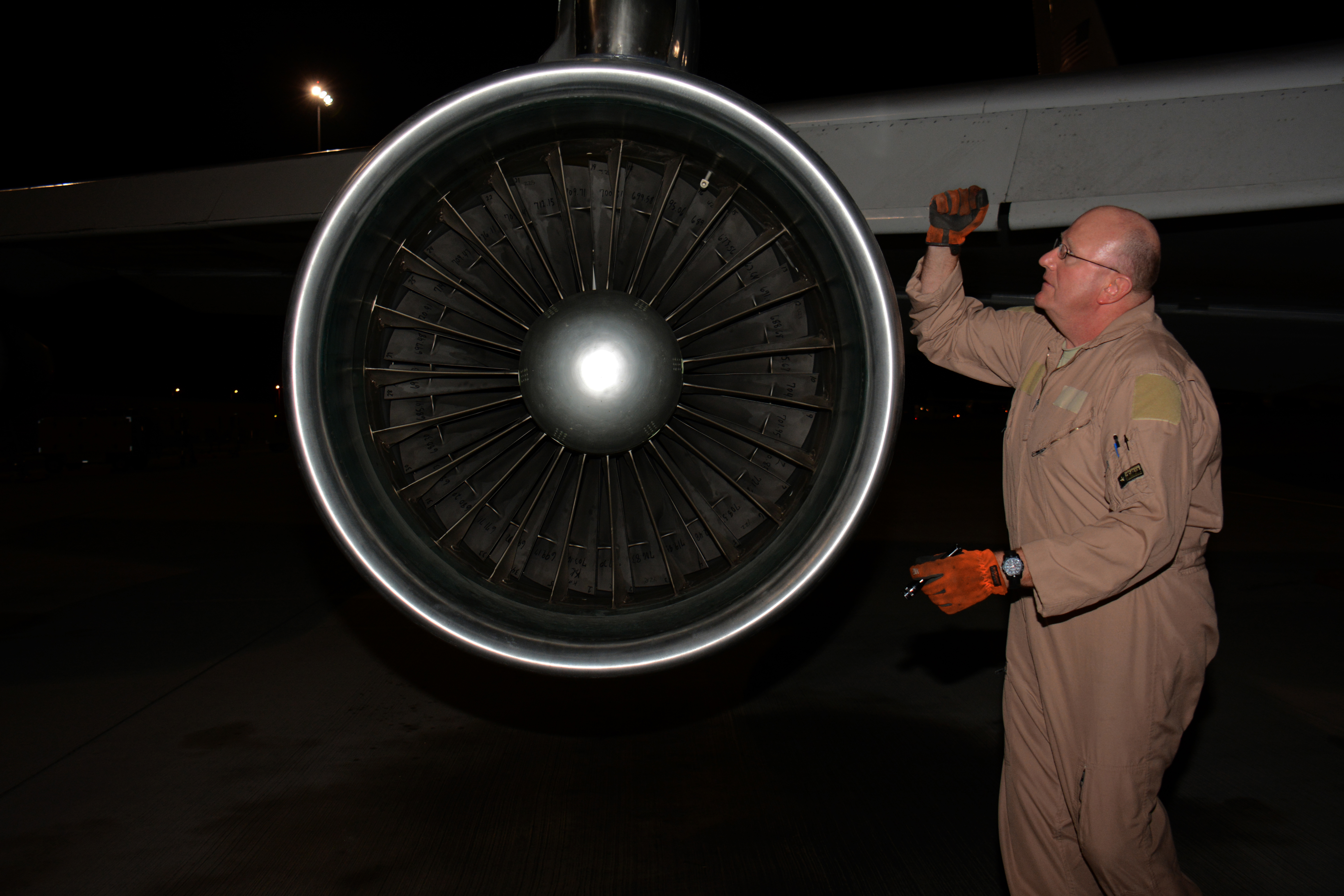
Один из двигателей Pratt & Whitney JT8D-219, стоящих на E-8C

Самолёт E-8 STARS создан на базе планера пассажирского лайнера Boeing 707-300 и предназначен для отслеживания и управления боевыми действиями наземных войск. Наиболее заметной внешней особенностью самолёта является антенна РЛС размещенная подфюзеляжном обтекателе типа «каноэ». Длина обтекателя составляет 12 метров, в то время как длина самой антенны APY-7 составляет 7,3 метра. В кабине оборудовали рабочие места операторов. Линии передачи данных обеспечивают поступление информации для наземных войск почти в режиме реального времени. РЛС распознает и отслеживает положение и перемещение всех наземных средств, а также выполняет другие функции. Она распознает и классифицирует колесные и гусеничные средства передвижения при любых погодных условиях.
Планировалось что версия E-8A должна быть оснащена турбовентиляторными двигателями F108 (американское обозначение двигателя CFM International CFM56), но в итоге, начиная с версии E-8C устанавливались четыре двигателя JT8D-3B производства компании Pratt & Whitney тягой по 80,05 кН. Новые двигатели обеспечивали самолёту практическую дальность 12 250 км, практический потолок 12 800 м, а также крейсерскую скорость 966 км/ч . Первый из требовавшихся 19 единиц E-8C (позднее количество снизили до 13) был поставлен в июне 1996 года, а последний (в конечном итоге поставлено 17 самолетов) - 25 марта 2005 года. Весной 2008 года Northrop Grumman начала замену двигателей на более эффективные турбовентиляторные Pratt & Whitney JT8D-219, одновременно в ВВС США обдумывают, как лучше решать проблему старения парка самолетов на базе планера Boeing 707-300.
E-8C может выполнять полет по профилю миссии в течение 9 часов без дозаправки. Его дальность и время нахождения на станции могут быть существенно увеличены за счет дозаправки в полете.

### Радиолокационная станция и системы самолёта

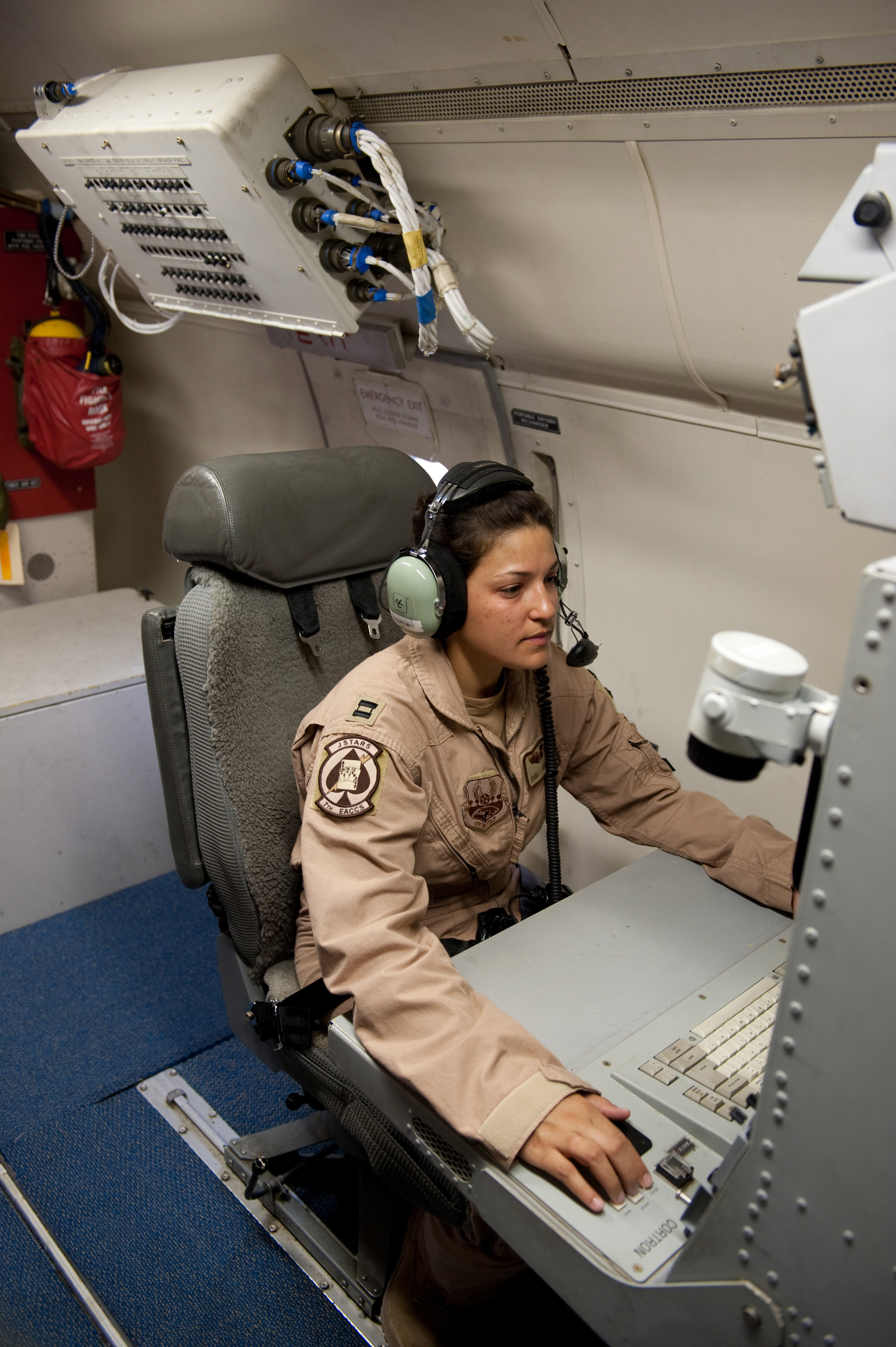
Рабочее место офицера-оператора по наблюдению и управлению боевыми действиями на самолёте E-8 Joint STARS

Развитие программы ВВС США STARS (Surveillance Target Attack Radar System — Система наблюдения и радиолокационного обнаружения целей) потребовало разработки радиолокационной станции для самолёта Е-8А, способной контролировать передвижения войск противника на линии фронта и в ближайшем тылу. В итоге, в процессе испытаний с использованием бронетехники прошла обкатку экспериментальная РЛС, работающая в частотном диапазоне волн 3 - 3,75 см, на базе которой в последствии был создан радиолокатор AN/APY-3 созданный на базе допплеровского радара AN/APG-76.
РЛС с AN/ APY-3 с синтезированной апертурой способна осуществлять наблюдение за наземной обстановкой в широком секторе. Антенна радиолокатора установлена в нижней части фюзеляжа в 12 метровом обтекателе, и может быть наклонена в вертикальной плоскости. Дальность просмотра земной поверхности при патрулировании самолётом Е-8А на высоте 10 000 метров составляет 250 км. Контролируемая площадь при угле обзора 120 градусов составляет около 50 000 км². Радар AN/APY-3 может определить количество транспортных средств противник, их местоположение, скорость и направление движения.
Первые два E-8A с объединенной радиолокационной системой обзора, управления и целеуказания J-STAR5 впервые взлетели 22 декабря 1988 года, а в январе 1991 года оба переведены в Эр-Рияд в Саудовской Аравии для участия в боевых операциях.
В 1996 году начались испытания модернизированной версии самолета, получившей наименование Е-8С. Самолёт получил новые средства связи, цифровую систему передачи данных, способную помимо радио транслировать информацию по спутниковым каналам, а также современные жидкокристаллические дисплеи отражения информации вместо устаревших ЭЛТ мониторов. Однако главным изменением стала новая РЛС AN/APY-7. От станции AN/APY-3 она отличается современной элементной базой. При этом дальность обнаружения целей практически не изменилась, но благодаря использованию современных мощных вычислительных систем за счёт улучшенной обработки отраженного радиолокационного сигнала улучшилось разрешение картинки, а количество наблюдаемых целей возросло до 1000. Антенна установлена на нижней части фюзеляжа, и может быть наклонена на 120 градусов в любую сторону от самолета, чтобы покрывать цели на расстоянии более  250 километров. Боковая антенна AESA длиной 7,3 метра  шириной 0,6 метра  размещена в обтекателе в форме каноэ длиной 12 метров под передней частью фюзеляжа вдоль центроплана. Как и AN/APY-3, AN/APY-7 управляется электроникой по азимуту с помощью фазовращателей и механически по углу места с помощью двух серводвигателей.
Радиолокационные и компьютерные подсистемы на E-8C могут собирать и отображать обширную и подробную информацию о поле боя. Данные собираются по мере возникновения событий. Это включает в себя информацию о местоположении и отслеживании вражеских и дружественных наземных сил. Информация передается в режиме, близком к реальному времени, на  наземные приемные станции Армии США через защищенный помехоустойчивый канал наблюдения и управления данными (SCDL) и на другие наземные узлы за пределами прямой видимости через сверхвысокочастотную спутниковую связь.
Другим ключевым оборудованием E-8C для выполнения основных задач являются подсистемы связи/передачи данных (COMM/DLX) и управления и эксплуатации (O&C). Восемнадцать рабочих станций операторов отображают обработанные компьютером данные в графическом и табличном формате на дисплеях. Операторы и техники выполняют функции управления боем, наблюдения, вооружения, разведки, связи и обслуживания. Northrop Grumman также протестировала установку камеры MS-177 на E-8C для обеспечения визуального подтверждения захвата целей в реальном времени.

## История службы

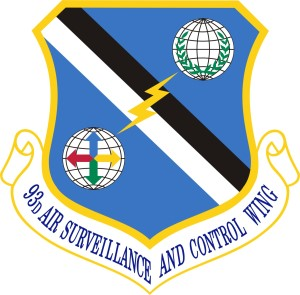
Эмблема 93-го крыла авиационного наблюдения и управления, ставшего первым эксплуатантом самолётов E-8

Два самолета  E-8A были развернуты в 1991 году для участия в операции «Буря в пустыне» под руководством полковника ВВС США Гарри Х. Хеймпла, директора программы, хотя они все еще находились в стадии разработки и испытаний. Эти самолёты точно отслеживали мобильные иракские силы, включая бронетехнику и мобильные пусковые установки с ракетами 9К72 «Эльбрус». E-8A принимали участие в 49 боевых вылетах, налетав более 500 часов и показав эффективность программы STARS.
Самолеты E-8 Joint STARS также участвовали в операции НАТО по поддержанию мира в Боснии и Герцеговине в декабре 1995 года. Во время полета в дружественном воздушном пространстве испытательный самолет E-8A и предсерийный самолет E-8C отслеживали наземные перемещения войск для подтверждения соответствия Дейтонским мирным соглашениям. Экипажи совершили 95 последовательных боевых вылетов и налетали более 1000 часов с эффективностью выполнения задач в 98%.
93-е авиационное крыло управления, которое было реорганизовано 29 января 1996 года, приняло свой первый самолет E-8 11 июня 1996 года и было развернуто для поддержки операции Joint Endeavor в октябре того же года. Временная 93-я воздушная экспедиционная группа следила за соблюдением Дейтонских соглашений, пока силы НАТО проводили ротацию своих войск в Боснии и Герцеговине. Первый серийный E-8C и предсерийный E-8C совершили 36 боевых вылетов и налетали более 470 часов с показателем эффективности 100%. Крыло объявило о своей начальной боевой готовности 18 декабря 1997 года после получения второго серийного самолета. В ходе бомбардировок Югославии в 1999 году (по классификации НАТО - операция Allied Force) самолёты E-8 Joint STARS действовали с февраля по июнь 1999 года, налетев более 1000 часов и достигнув показателя эффективности миссии 94,5% в ходе поддержки Косовской войны под руководством вооруженных сил США.

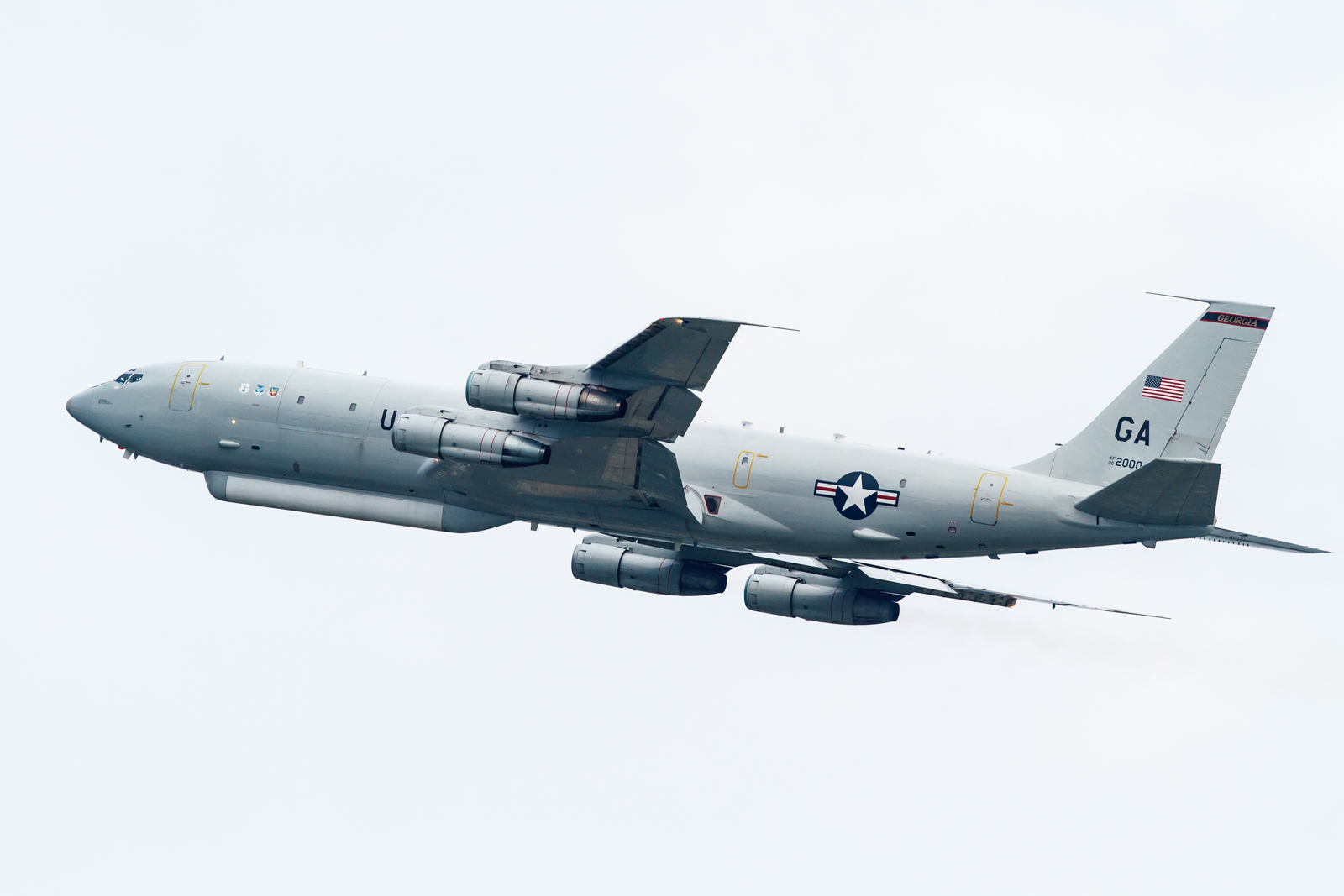
Northrop Grumman E-8C Joint STARS из состава 116-го авиакрыла управления ВВС Национальной гвардии Джорджии в 2013 году

Двенадцатый серийный самолет, оснащенный модернизированной подсистемой управления и эксплуатации, был поставлен ВВС США 5 ноября 2001 года. 1 октября 2002 года 93-е авиационное крыло управления (93 ACW) было  объединено  с 116-м бомбардировочным крылом (116th Bomb Wing) на официальной церемонии на авиабазе Робинс, штат Джорджия. 116-е бомбардировочное крылом было подразделением ВВС Национальной гвардии, оснащенным бомбардировщиками B-1B Lancer с базированием на той же авиабазе. В результате реорганизации сил B-1B в ВВС США все бомбардировщики были распределены в другие действующие крылья, в результате чего 116-е крыло лишилось функции бомбардировочного. Новое созданное крыло получило наименование 116-е авиационное крыло управления (116 ACW), а 93-е крыло было расформировано в тот же день. Это подразделение представляло собой первое полностью смешанное крыло, состоящее из действующих военнослужащих ВВС США и летчиков ВВС Национальной гвардии. 23 марта 2005 года в это подразделение поступил 17-й и последний E-8C.
Самолет E-8C Joint STARS регулярно выполнял различные задачи Командования объединенных сил США и Республики Корея (ROK/US Combined Forces Command) во время проведения учений войсками КНДР и для обеспечения выполнения резолюций ООН по Ираку. В марте 2009 года самолет Joint STARS был поврежден по вине обслуживающего технического персонала на авиабазе Аль-Удейд в Катаре, когда заглушка была ошибочно оставлена на вентиляционном отверстии отсека с топливным баком, что впоследствии привело его повреждению во время дозаправки в воздухе. Пострадавших не было, но самолет получил ущерб на сумму 25 миллионов долларов.
В сентябре 2009 года военный эксперт Лорен Б. Томпсон из Института Лексингтона поднял вопрос о том, почему большая часть флота Joint STARS простаивает без дела, а не используется для отслеживания повстанцев талибов в Афганистане. Томпсон утверждал, что радар Joint STARS обладает неотъемлемой способностью обнаруживать то, что армия называет «спешенными» целями — передвигающиеся группы людей, которые, частности могут устанавливать взрывные устройства на обочинах дорог. Некоторые эксперты подвергают сомнению нейтралитет Томпсона, поскольку Институт Лексингтона в значительной степени финансируется оборонными подрядчиками, включая Northrop Grumman.
В январе 2011 года испытательный самолет E-8C Joint Surveillance Target Attack Radar System (Joint STARS) компании Northrop Grumman завершил вторую из двух миссий на военно-морской авиабазе Пойнт-Мугу в Калифорнии, в ходе демонстрации технологий  по программе Joint Surface Warfare ВМС США для проверки сетевой архитектуры вооружения и оборудования. Самолет Joint STARS выполнил три полета по оценке эксплуатационных возможностей и продемонстрировал свою способность наводить противокорабельные ракеты на надводные корабли противника на различных дистанциях. С 2001 по январь 2011 года флот Joint STARS налетал более 63 000 часов в 5 200 боевых миссиях в ходе Иракской войны и войны в Афганистане.

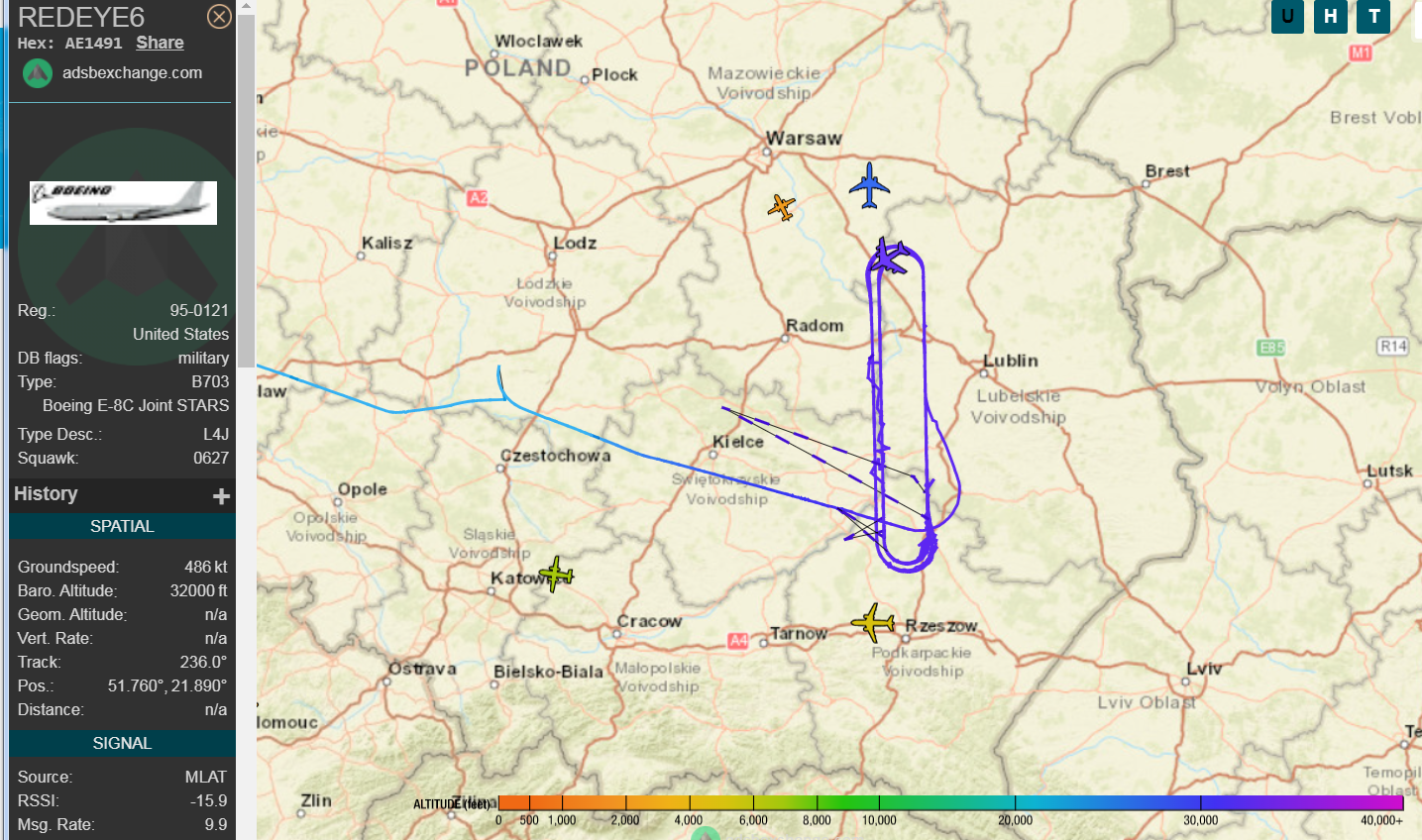
Маршрут E8-C ВВС США проходящий вблизи от польско-украинской границы 23 марта 2022 года.

1 октября 2011 года «смешанный» состав  116-го авиакрыла управления (116 ACW), объединяющий персонал Национальной гвардии ВВС и регулярных ВВС США в единое подразделение, был реорганизован. В этот день на авиабазе Робинс было создано 461-е авиакрыло управления (461st Air Control Wing) в качестве единственного действующего крыла с самолётами E-8 Joint STARS в ВВС США, в то время как 116-е крыло вернулось к в состав Национальной гвардии ВВС Джорджии. Оба подразделения использовали один и тот же самолет E-8 и часто летали со смешанными экипажами, но теперь стали функционируют как отдельные подразделения. 1 октября 2019 года самолёт JSTARS прекратили свое постоянное присутствие в зонах ответственности Центрального командования Вооруженных сил США (USCENTCOM). 18-летнее развертывание стало вторым по продолжительности развертыванием воздушных судов в истории ВВС США. За это время  самолеты E-8 совершили 10 938 боевых вылетов и налетали 114 426,6 часов.
11 февраля 2022 года первый E-8C JSTARS из оставшихся 16 действующих  был выведен из эксплуатации Вооруженных сил США. Самолет (серийный номер 92-3289/GA), который первым прибыл на авиабазу Робинс в 1996 году, теперь передан 309-й группе по техническому обслуживанию и восстановлению авиационной техники на авиабазе Дэвис-Монтен.
С конца 2021 по начало 2022 года самолеты E-8C JSTARS были развернуты в Европе во время российско-украинского кризиса 2021–2022 годов. Спустя 30 лет после ввода в эксплуатацию он выполнял ту миссию, для которой изначально предназначался: отслеживание активности российской техники в Восточной Европе, что он и делал, находясь в воздушном пространстве Украины до начала российско-украинского конфликта в конце февраля 2022 года.

## Завершение службы

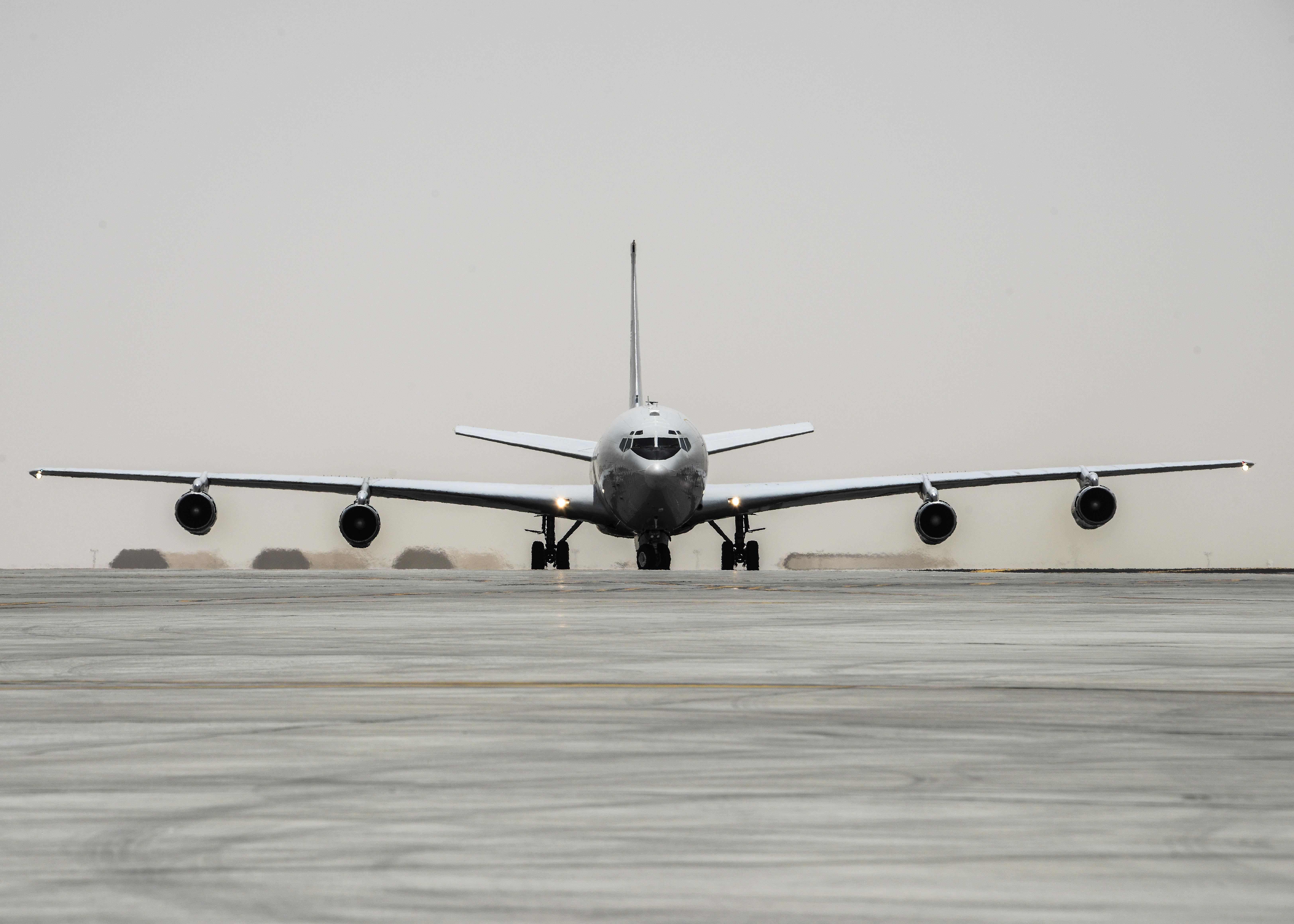
E-8C JSTARS на авиабазе Аль-Удейд в 2016 году

В марте 2010 года ВВС США начали анализ альтернатив для своего парка самолетов с радаром индикации движущихся целей (Ground moving target indicator) следующего поколения. Исследовательская группа завершила работу в марте 2012 года и рекомендовала приобретение нового самолета ДРЛОиУ, построенного на базе ближнемагистральных лайнеров или бизнес-джета, например таких как  Boeing 737 или Gulfstream 550. При этом, уже в 2012 году начальник штаба ВВС США Нортон Шварц заявил Комитету по вооруженным силам Сената США, что у ВВС нет ресурсов для замены самолёта E-8 Joint STARS вплоть до 2030 года.
23 января 2014 года ВВС США представили план по переоборудованию нового административного самолёта для замены E-8C Joint STARS. Программа называлась Joint STARS Recap и предполагала, что самолет достигнет начальной эксплуатационной готовности к 2022 году. Новый авиационный комплекс будет более эффективным, и также будут заключены отдельные контракты на разработку самолета, бортовой радиолокационной станции, системы боевого управления и контроля и подсистемы связи.
8 апреля 2014 года Командование ВВС США провело отраслевой день для компаний, заинтересованных в участии в программе JSTARS Recap. Среди участников были представители компаний Boeing, Bombardier Aerospace и Gulfstream Aerospace. Программа по закупкам ВВС предусматривала замену E-8C на базе устаревшего Boeing 707 на самолет «бизнес-класса», который «значительно меньше по размерам и эффективнее по эксплуатационным характеристикам». Были объявлены ориентировочные технические характеристики  для самолета — экипаж из 10-13 человек, радиолокационная станция размером 3,96–6,1 метров, возможность полёта на высоте 11 580 метров в течение восьми часов без дозаправки в воздухе. В августе 2015 года ВВС заключили контракты с Boeing, Lockheed Martin и Northrop Grumman на одногодичные предпроектные и производственные работы для разработки и тестирования конкурирующих моделей самолётов перед планируемым конкурсом в конце 2017 года.
Во время брифинга по бюджету на 2019 финансовый год было объявлено, что ВВС не будут продвигать замену самолета E-8C. Финансирование программы JSTARS Recap было вместо этого направлено на оплату разработки программы ABMS (Advanced Battle Management System — усовершенствованная система управления боем).
Самолёты E-8C JSTARS начали выводить из эксплуатации в феврале 2022 года, а свой последний боевой вылет E-8C совершил 21 сентября 2023 года. Вместо того чтобы закупать новый самолет, ВВС США намерены использовать сеть спутников, бортовых систем на других самолётах и наземные радары в качестве более дешевого и надежного подхода к сбору данных и управлению наземными боевыми действиями. Суммарно за 32 года службы этот самолет совершил около 14 000 боевых вылетов, налетав более 141 000 часов.

## Варианты
E-8A
Самолет ДРЛОиУ в первоначальной конфигурации
TE-8A
Выпущенный в единственном экземпляре, самолёт для обучения экипажа с демонтированной РЛС
E-8C
Основной вариант самолёта созданного по программе Joint STARS, созданный на базе планера Boeing 707 (один на базе Boeing CC-137).

## Операторы
Соединенные Штаты Америки
ВВС США 1991-2023

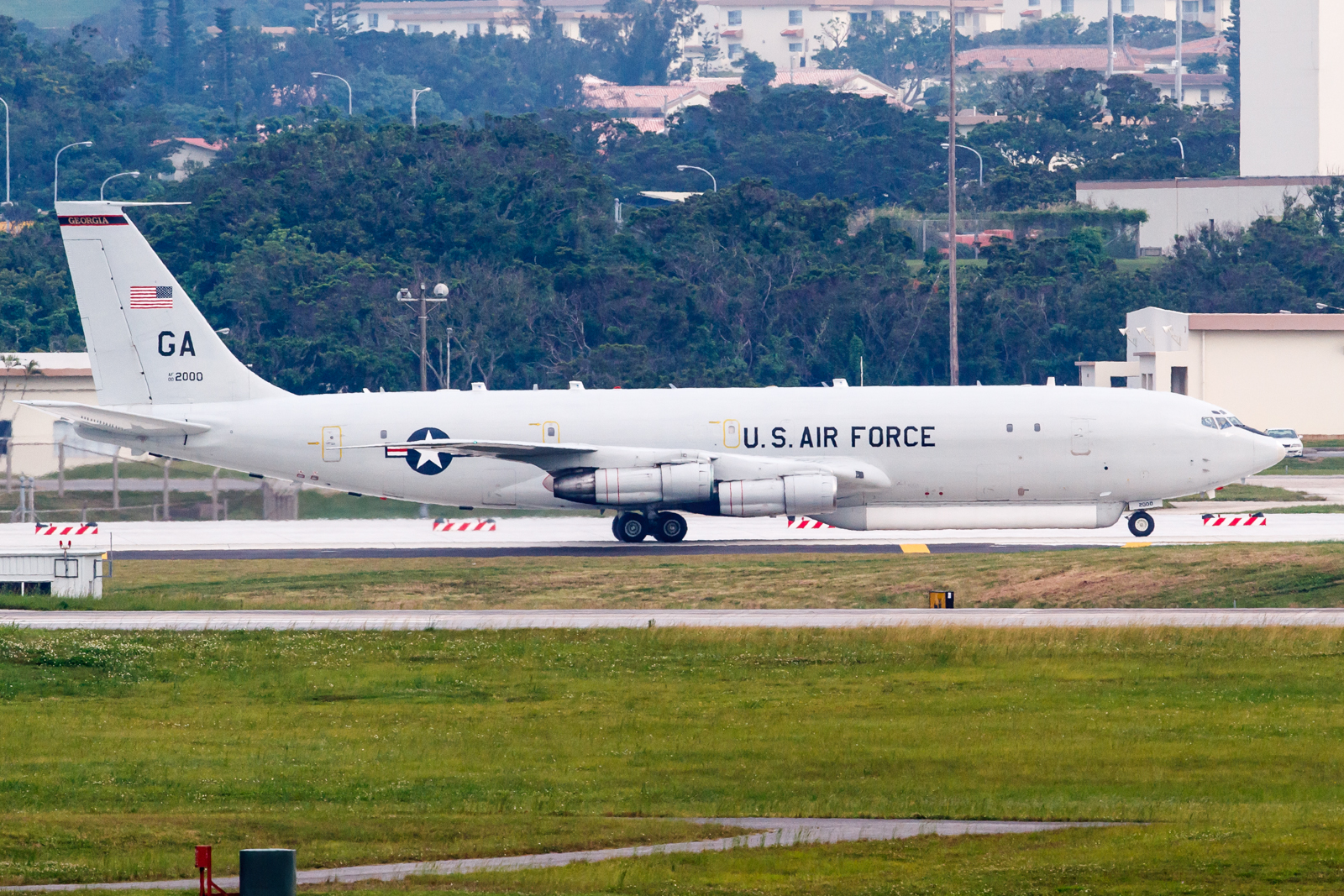
Northrop Grumman E-8C Joint STARS на авиабазе Кадена, Япония

- 93-е авиационное крыло наземных операций (93rd Air-Ground Operations Wing[англ.]) — авиабаза Робинс 1996-2002
  - 12-я авиационная эскадрилья управления (12th Airborne Command and Control Squadron[англ.])
  - 16-я авиационная эскадрилья управления (16th Airborne Command and Control Squadron[англ.])[37]
- 461-е авиационное крыло управления (461st Air Control Wing[англ.]) — авиабаза Робинс 2002-2023
  - 12-я авиационная эскадрилья управления (12th Airborne Command and Control Squadron[англ.])
  - 16-я авиационная эскадрилья управления (16th Airborne Command and Control Squadron[англ.])

ВВС Национальной гвардии
- 116-е авиационное крыло управления (116th Air Control Wing[англ.])
  - 128-я авиационная эскадрилья управления (128th Airborne Command and Control Squadron[англ.])

## Тактико-технические характеристики
Источник данных: Jane's 

Технические характеристики
- Экипаж: от 21 человека при стандартном вылете (2 пилота, бортинженер, штурман и 17 операторов JSTARS) до 34 человек при более продолжительных вылетах
- Длина: 46,61 м
- Размах крыла: 44,42 м
- Высота: 12,95 м
- Масса пустого: 77 564 кг
- Максимальная взлётная масса: 152 407 кг
- Масса топлива во внутренних баках: 70 307 кг
- Силовая установка: 4 × ТРДД Pratt & Whitney TF33-P-102C
- Тяга: 4 × 80,1 кН

Лётные характеристики
- Максимальная скорость: 0,84М
- Практический потолок: 12 800 м
- Продолжительность патрулирования: 9 ч.

Авионика
- РЛС: AN/APY-3 с синтезированной апертурой
  - Длина волны: 3-3,75 см (x-band)
  - Зона обзора: 120°
  - Зона захвата: ~50 000 км² в мин.
  - Дальность обнаружения: от 50 до 250 км (при патрулировании на высоте от 9150 м до 12200 м)